# Trinity House
The Corporation of Trinity House of Deptford Strond, znana jako Trinity House (formalnie: The Master Wardens and Assistants of the Guild Fraternity or Brotherhood of the most glorious and undivided Trinity and of St. Clement in the Parish of Deptford Strond in the County of Kent) jest prywatną organizacją działającą jako Royal Charter. Została założona dekretem Henryka VIII w 1514 roku.
Jej działania koncentrują się w trzech niezależnych obszarach:
- General Lighthouse Authority for England, Wales, the Channel Islands and Gibraltar – nadzorowanie i zarządzanie latarniami morskimi w Anglii, Walii, na Wyspach Normandzkich i w Gibraltarze. Odpowiada za koordynację pracy wszelkich urządzeń nawigacyjnych, takich jak latarnie morskie, latarniowce i boje oraz radiowych i satelitarnych systemów komunikacyjnych[3]. Obecnie korporacja zarządza 64 latarniami morskimi[4] oraz 8 latarniowcami[5].
- Pilotaż morski na terenie północnej Europy[6].
- Działalność charytatywna na rzecz pomocy marynarzom i ich rodzinom, prowadzenie domów opieki oraz organizacja szkolenia kadetów[7]. Cała działalność jest prowadzona poprzez niezależne organizacje pożytku społecznego. W 2013 roku całkowita kwota przekazanej tym instytucjom pomocy wyniosła około 6,5 miliona funtów[8].

Trinity House posiada także trzy wielozadaniowe statki, które nadzorują pracę urządzeń nawigacyjnych, prowadzą badania wraków oraz podejmują działalność komercyjną. Jednym z nich jest zbudowany w Gdańskiej Stoczni Remontowej wielozadaniowy statek o pojemności 1250 BRT THV Galatea.